# Río Escudo
Der 28 km lange Río Escudo, manchmal auch Río del Escudo, ist ein Küstenfluss im Westen der Autonomen Gemeinschaft Kantabrien im Norden Spaniens.

## Verlauf
Der Río Escudo entspringt auf der Nordseite des Kantabrischen Gebirges im Höhenkamm Sierra del Escudo de Cabuérniga auf einer Höhe von ca. 650 m. Er fließt zunächst in nordöstliche Richtungen und wendet sich nach etwa 8 Kilometern bei der Ortschaft Hualle nach Westen und wenig später nach Norden. Der Río Escudo mündet schließlich bei San Vicente de la Barquera in die Ría de San Vicente de la Barquera, die das Ästuar des Río Escudo bildet und im Norden mit dem Golf von Biskaya verbunden ist. Der Flusslauf liegt in den Gemeindegebieten von Valdáliga und San Vicente de la Barquera. Etwa 5 km oberhalb der Mündung ins Meer kreuzt die Autobahn A-8 den Fluss. Unterhalb der Autobahnbrücke ist der Río Escudo gezeitenbeeinflusst. Der Fluss weist an dieser Stelle einen abgeschnittenen rechten Altarm auf. Der Río Escudo spaltet sich kurzzeitig in zwei Flussarme auf. Kurz darauf, bevor sich die Mündungsbucht weitet, befindet sich die Straßenbrücke Puente de la Maz.

## Orte
- Roiz

## Brücke
Im Mündungsbereich quert eine etwa 500 m lange und vielbogige Steinbrücke aus dem 16. Jahrhundert (Puente las Mazas oder Puente de la Maza) den Fluss; die Brücke wurde auf Anordnung der Katholischen Könige erbaut und war ein Teil des Küstenwanderwegs (Camino de la Costa) nach Santiago de Compostela.